# Сальтация (геоморфология)

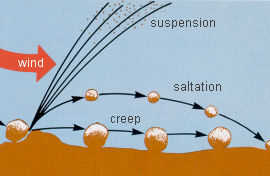
Сальтация песчаных частиц

Сальтация (лат. saltare, итал. salta — «прыжок») — геологический / физико-географический термин, обозначающий скачкообразный процесс перемещения частиц в потоке. Термин был предложен Г. К. Гилбертом в 1914 году для описания руслового процесса перемещения частиц песка.
В основе перемещения ветром лежит цепная реакция, когда движимые частицы соударяются со статичными, выбивая и вовлекая их в дальнейший процесс движения. Но в воде за счёт её большей вязкости по сравнению с воздухом отскакивания частиц при соударении не происходит, в большей степени это чередование периодов покоя и движения частиц во взвеси.
Будучи вовлечённой в ряд природных процессов, участвует в образовании форм рельефа, в частности останцов горных пород (корразия), волн ряби на снежном покрове и других.